# De quelle planète viens-tu ?
Pour plus de détails, voir Fiche technique et Distribution.
De quelle planète viens-tu ? (What Planet Are You From?) est une comédie de science fiction américaine réalisée par Mike Nichols, sortie en 2000. Elle met en vedette Annette Bening, John Goodman, Ben Kingsley et Linda Fiorentino. 
Le film suit un extraterrestre, qui prend pour nom terrestre Harold Anderson, qui vient sur terre pour procréer mais il n'a aucune idée de comment séduire une femme ni comment ressentir des sentiments.

## Synopsis
Un habitant d'une planète lointaine occupée uniquement par des mâles hautement évolués reçoit l'ordre de son supérieur, Graydon, de trouver une humaine, de la féconder et de ramener le bébé sur sa planète.
Le visiteur de la Terre se retrouve à Phoenix, en Arizona, où il prend le nom d'Harold Anderson et accepte un emploi dans une banque. Là, il rencontre un collègue coureur de jupons, Perry Gordon, qui se rend aux réunions des Alcooliques anonymes uniquement pour rencontrer des femmes. Harold l'accompagne à l'une d'entre elles et rencontre Susan, une alcoolique en convalescence.
Il doit l'épouser avant de pouvoir essayer de s'accoupler. Après leur mariage à Las Vegas, Susan se retrouve extrêmement satisfaite par Harold, même si les hommes de sa planète n'ont pas d'organes génitaux et qu'il a été équipé pour sa visite sur Terre d'un pénis qui émet un fort vrombissement à chaque fois qu'il a une érection.
Harold et Susan ont du mal à concevoir un bébé. Pendant ce temps, Roland Jones, un employé de la FAA qui a appris le comportement étrange d'Harold lors d'un voyage en avion, est devenu obsédé par l'idée de prouver qu'il est un extraterrestre et d'être le premier à le retrouver.
Quand l'enfant naît, Harold, suivant les ordres de son supérieur, abandonne sa femme et retourne sur sa planète, mais sa tristesse d'avoir abandonné Susan le laisse avec de la culpabilité et des doutes même si les gens de son monde n'ont théoriquement aucune émotion. Donc contre la volonté de son supérieur Graydon, il retourne sur terre, rend le bébé à Susan et lui dit la vérité. Susan est à la fois en colère, reconnaissante et complètement incrédule. Harold propose de prouver qu'il est en fait un extraterrestre et le fait juste au moment où Roland arrive, voyant « l'acte de preuve » d'Harold à travers la fenêtre. Au lieu de lui pardonner et de l'accueillir à nouveau dans leur relation, Susan fond en larmes en disant : "Je pensais que j'avais raison, mais alors j'ai épousé un extraterrestre !" Harold part.
Une fois dehors, Harold voit Roland, qui est ravi de savoir qu'il avait toujours eu raison sur le fait qu'Harold était un extraterrestre. Roland implore Harold de l'accompagner et de l'admettre à sa femme, qui ne le croit pas à propos d'Harold. Ce dernier accepte charitablement, mais avant que cela n'arrive, son supérieur Graydon se présente avec un phaseur. Tenant Harold sous la menace d'une arme, il déclare qu'il reprend le bébé. Roland tire sur le chef, qui se vante : "aucune de vos armes primitives ne peut me blesser, et je peux guérir instantanément de n'importe quoi", et lui tire une balle dans la poitrine. Graydon tombe mort dans la fontaine.
Susan sort et dit qu'elle pense qu'ils devraient essayer d'arranger les choses après tout. Roland repart joyeusement avec le corps extraterrestre de son supérieur. Susan et Harold reprennent leurs vœux lors du mariage qu'elle dit avoir toujours voulu. Sur le chemin du retour, il lui dit que les citoyens de sa planète veulent qu'il prenne la relève. Ils en discutent, mais elle ne veut pas bouger puisque tous ses amis sont ici et qu'elle ne connaît rien du système scolaire là-bas. Harold accepte à contrecœur de faire le très long trajet.

## Fiche technique
- Titre original : What Planet Are You From?
- Titre français : De quelle planète viens-tu ?
- Réalisation : Mike Nichols
- Scénario : Garry Shandling, Michael Leeson, Ed Solomon et Peter Tolan
- Photographie : Michael Ballhaus
- Musique : Carter Burwell
- Décors : Bo Welch
- Production : Bernie Brillstein, Brad Grey, Michele Imperato, Neil A. Machlis, Mike Nichols et Garry Shandling
- Pays d'origine : États-Unis
- Genre : comédie
- Date de sortie : 2000

## Distribution
- Garry Shandling (VF : Gérard Rinaldi) : Harold Anderson
- Annette Bening (VF : Josiane Pinson) : Susan Anderson
- John Goodman (VF : Jacques Frantz) : Roland Jones
- Greg Kinnear (VF : Arnaud Bedouët) : Perry Gordon
- Ben Kingsley (VF : Jean Négroni) : Graydon
- Judy Greer : Rebecca
- Danny Zorn : Randy
- Richard Jenkins (VF : Antoine Tomé) : Don Fisk
- Linda Fiorentino (VF : Francine Laffineuse) : Helen Gordon
- Caroline Aaron : Nadine Jones
- Harmony Smith : Rita
- Camryn Manheim : Alison
- Ann Cusack : Liz
- Jane Lynch : Doreen
- Willie Garson : Brett
- Jane Lynch : Doreen
- Octavia Spencer : L'infirmière à la maternité
- Janeane Garofalo : la femme anxieuse dans l'avion (non créditée)

## Production
Shandling a monté le film tout en jouant dans The Larry Sanders Show de HBO avec des ébauches initiales écrites par Ed Solomon et Michael Leeson, avant qu'une réécriture ne soit réalisée par Shandling et son ancien producteur de « Sanders » Peter Tolan.
En décembre 1998, il a été annoncé que Mike Nichols avait entamé des négociations pour réaliser le film.

## Parution
De quelle planète viens-tu? a débuté en salles le 3 mars 2000, dans 2,248 salles, gagnant 3,008,746 $ lors de son premier week-end et se classant quatorzième au box-office nord-américain. Le film a terminé sa diffusion, après avoir rapporté 6,291,602 $ au niveau national et 7,854,075 $ à l'étranger pour un total mondial de 14,145,677 $. Basé sur un budget de 60 millions de dollars, le film a fait l'effet d'une bombe au box-office.

## Réception
Le film détient un score de 42 % sur Rotten Tomatoes sur la base de 77 critiques et d'une note moyenne de 5,01/10. Le consensus du site déclare : « Même si le film fait rire, c'est trop incohérent et fade pour que les critiques puissent lui donner leurs recommandations. » Metacritic rapporte une note de 41 sur 100 basée sur 32 critiques, indiquant « une note mitigée ». ou des critiques moyennes".